# Liste von Moscheen im Bezirk Famagusta
Die Liste von Moscheen im Bezirk Famagusta umfasst die muslimischen Gotteshäuser im Bezirk Famagusta im Osten Zyperns, die vor 1974 errichtet wurden.
| Bild | Name der ursprünglichen Kirche | Ort (Lage)               | Errichtung              | heutiger Name, Bemerkungen                                |
| ---- | ------------------------------ | ------------------------ | ----------------------- | --------------------------------------------------------- |
|      | Agios Georgios                 | Gypsou                   | 16. Jahrhundert         | Glockenturm von 1925, renoviert 1973                      |
|      | Agios Epiphanios               | Milia                    | 1902–1906               |                                                           |
|      | Panagia Chrysospelaiotissa     | Famagusta                | 1955–1960               |                                                           |
|      | Agios Nikolaos                 | Famagusta                | 14. Jahrhundert         | gotische Kathedrale, heute Lala-Mustafa-Pascha-Moschee    |
|      | Agios Petros & Pavlos          | Famagusta                | 14./15. Jahrhundert     | 1600 zur Moschee umgewidmet, im Hof osmanisches Grabmal   |
|      | Timios Stavros                 | Famagusta                | 14. Jahrhundert         | kleine Moschee, guter Zustand                             |
|      | Agios Georgios                 | Agios Georgios           | 19. Jahrhundert, frühes |                                                           |
|      | Sotiros                        | Lefkonoiko               | unbekannt               |                                                           |
|      | Agios Loukas                   | Spathariko               | Mittelalter             |                                                           |
|      | Agios Basileios                | Vasili                   | lateinisch (?)          | auf dem Karpas, zeitweise Moschee, jetzt leer             |
|      | Agios Georgios                 | Vothylakas               | lateinisch              | zeitweise Moschee, leer                                   |
|      | Panagia                        | Neta                     | unbekannt               | Friedhof, Moschee                                         |
|      | Agia Aikaterini                | Gerani                   | 1950, nach (?)          | Karpas, Moschee                                           |
|      | Archangelos Michail            | Patriki / Karpasia       | 1868                    | Frauengalerie                                             |
|      | Agios Ilias                    | Agios Ilias / Karpasia   | 1922                    | zeitweise Moschee, leer, Türen und Fensterglas fehlen     |
|      | Agios Georgios                 | Flamoudi                 | 1894 (?)                |                                                           |
|      | Agios Loukas                   | Eptakomi/Karpasia        | 1951 (?)                | Karpas                                                    |
|      | Agios Demetrios                | Leonarisso/Karpasia      | unbekannt               | zeitweise Moschee, leer                                   |
|      | Archangelos                    | Koma tou Gialou/Karpasia | 1859 (?)                | zeitweise Moschee, leer                                   |
|      | Agios Nikolaos                 | Agios Nikolaos           | unbekannt               |                                                           |
|      | Panagia Eleousas               | Trypimeni                | 1907                    |                                                           |
|      | Agia Marina                    | Akanthou                 | unbekannt               |                                                           |
|      | Metamorfosis Sotiros           | Akanthou                 | unbekannt               | gut erhalten                                              |
|      | Agios Polychronios             | Melanarga / Karpasia     | unbekannt               | Moschee, zwischen 2001 und 2007 umgewandelt, gut erhalten |
|      | Agia Paraskevi                 | Agkastina                | 19. Jahrhundert, Ende   |                                                           |
|      | Agios Loukas                   | Mousoulita               | 20. Jahrhundert, Anfang |                                                           |
|      | Agios Nikolaos                 | Limnia                   | 1863 (?)                |                                                           |
|      | Agios Mamas                    | Gaidouras                | 1900, um                |                                                           |
|      | Timios Stavros?                | Pigi/Peristerona         | unbekannt               |                                                           |
|      | Agios Georgios                 | Prastio                  | 1823 (?)                |                                                           |
|      | Timios Prodromos               | Assia                    | unbekannt               | schon vor 1974 Moschee, Mithrab                           |
|      | Agios Georgios                 | Assia                    | unbekannt               |                                                           |
|      | Panagia Theotokos              | Lysi                     | 1889 (?)                |                                                           |